# Live at Low End Theory
Albums de Daedelus
Fair Weather Friends
(2007) Love To Make Music To
(2008)
Live at Low End Theory est un album live du compositeur californien Daedelus. Ce live a été enregistré en juin 2007 au Low End Theory Club, à Los Angeles.

## Liste des titres
1. Put a Spell - 5:00
2. Cast a Wish - 3:17
3. Press Snooze - 3:25
4. Samba Grandly - 1:49
5. Ready the End - 2:01
6. Disco, Disco, Disco - 6:51
7. Play it Again - 1:54
8. Now's the Time - 2:24
9. Say Yes - 3:24
10. Arouse Suspicion - 1:51
11. Break Some Hearts - 4:35
12. Get the Door - 3:12
13. Rest In Peace - 3:44
14. Shake Vigorously - 2:08
15. Hope for the Best - 1:41